# Scleria flexuosa
Scleria flexuosa är en halvgräsart som beskrevs av Johann Otto Boeckeler. Scleria flexuosa ingår i släktet Scleria och familjen halvgräs. Inga underarter finns listade i Catalogue of Life.